# Chactopsoides yanomami
Espèce
Synonymes
- Chactopsis yanomami Lourenço, Ponce de Leão Giupponi & Pedroso, 2011

Chactopsoides yanomami est une espèce de scorpions de la famille des Chactidae.

## Distribution
Cette espèce est endémique d'Amazonas au Brésil. Elle se rencontre vers Barcelos à 1 350 m d'altitude dans le bassin du rio Negro.

## Description
Le mâle holotype mesure 27,6 mm et la femelle paratype 33,7 mm.

## Systématique et taxinomie
Cette espèce a été décrite sous le protonyme Chactopsis yanomami par Lourenço, Ponce de Leão Giupponi et Pedroso en 2011. Elle est placée dans le genre Chactopsoides par Ochoa, Rojas-Runjaic, Pinto-da-Rocha et Prendini en 2013.

## Étymologie
Cette espèce est nommée en l'honneur des Yanomami.

## Publication originale
- Lourenço, Ponce de Leão Giupponi & Pedroso, 2011 : New species of Chactidae (Scorpiones) from the upper Rio Negro in Brazilian Amazonia. Boletin de la Sociedad Entomológica Aragonesa, no 49, p. 65-73 (texte intégral).